# Президент Национальной академии наук США
Президент Национальной академии наук США — глава Академии, избираемый большинством голосов действительных членов из числа членов Академии на срок не более шести лет, президент может быть избран не более чем на два срока. С момента основания Национальной академии наук США в 1863 году должность президента занимали 22 человека.

## Список президентов
- 1863—1867 Бейч, Александр Даллас
- 1868—1878 Генри, Джозеф
- 1879—1882 Роджерс, Уильям Бэртон[англ.]
- 1883—1895 Марш, Отниел Чарлз
- 1895—1900 Гиббс, Оливер Уолкотт[англ.]
- 1901—1907 Агассис, Александр
- 1907—1913 Ремсен, Айра
- 1913—1917 Уэлч, Уильям Генри
- 1917—1923 Уолкотт, Чарлз Дулиттл
- 1923—1927 Майкельсон, Альберт Абрахам
- 1927—1931 Морган, Томас Хант
- 1931—1935 Кэмпбелл, Уильям Уоллес
- 1935—1939 Лилли, Фрэнк[англ.]
- 1939—1947 Джуэтт, Фрэнк[англ.]
- 1947—1950 Ричардс, Альфред Ньютон[англ.]
- 1950—1962 Бронк, Детлев Вулф
- 1962—1969 Зейтц, Фредерик
- 1969—1981 Хэндлер, Филипп[англ.]
- 1981—1993 Пресс, Франк
- 1993—2005 Альбертс, Брюс
- 2005—2016 Цицерон, Ральф
- с 2016 года Макнатт, Марша Кемпер